# Hughes Brook
Hughes Brook es un pueblo canadiense situado en la provincia de Terranova y Labrador.

## Superficie
Hughes Brook tiene una superficie de 1,56 km².

## Demografía
En 2021, tenía 236 habitantes, una densidad poblacional de 151,3 hab./km², y 97 viviendas.